# ダミー・ホイ
ウィリアム・エルズワース（ダミー）・ホイ（William Ellsworth "Dummy" Hoy、1862年5月23日 - 1961年12月15日）は、アメリカ合衆国オハイオ州フックスタウン出身のプロ野球選手（中堅手）。右投げ左打ち。
聴覚障害を抱えながら通算2000安打と600近い盗塁を記録、アメリカンリーグ初年度の優勝メンバーの一人となった。

## 経歴

### 幼少 - 現役時代
オハイオ州の農場に生まれたが、3歳の時に髄膜炎が元で難聴を患った。1872年にオハイオ州の聾学校に進学し、勤勉だったホイは1879年に卒業する際には卒業生の総代をつとめたという。当時他の難聴者がそうしたようにホイも最初靴屋を開き、店の合間に近所の子供達を集め野球をしていたという。
1886年頃にプロのチームから勧誘されたことをきっかけにウィスコンシン州のオシュコシュ球団に所属、2年後の1888年にナショナルリーグのワシントン・ナショナルズ（当時）に入団してメジャーの選手となった。ホイは当時クラブハウスに、『ご存知の通り私は耳が聞こえない。そこでフライを捕る時に大声を上げるので、二塁手、ショート、レフト、ライトはその声を聞いて私との衝突を避けてくれ』と書いた紙を貼り出していた。
ホイがデビューした1年目の打率は.274だったが、リーグ最多となる82の盗塁を記録した。1890年にプレイヤーズ・リーグに参加した後、1891年にはセントルイス・ブラウンズ（現カージナルス）で119四球、出塁率.424という記録を残している。1890年代は主にシンシナティ・レッズのセンターとして、毎年3割前後と安定した活躍を見せた。
1901年にアメリカンリーグが創設された年に、1年だけシカゴ・ホワイトソックスに参加する。既に40歳に近かったが打率.294、60打点、四死球数がともにリーグ最多で4割を超える出塁率を残し、ホワイトソックスのリーグ優勝に貢献した。ホイは1902年にシンシナティ・レッズでメジャーリーグ選手としてのキャリアを終えたが、この年の5月26日のレッズ対ニューヨーク・ジャイアンツ戦では、当時ジャイアンツの投手だったダミー・テイラー（彼も同じく聴覚障害者であった）との対戦が実現している。

### 選手引退後
1903年のマイナーリーグでの活動を最後に選手を引退した後、ホイはオハイオ州に農場を購入し酪農家となったが、一方でグッドイヤータイヤ社の人事の仕事もしばらく行っていたという。1898年に結婚した同じ聴覚障害者の妻アンナ・マリア・ローリーとの間の3人の子供は、それぞれ弁護士や学校の教師になった。ホイが幼い頃から世話をし、学資を提供したポール・ホイ・ヘルムズは後年シラキュース大学を卒業後、ロサンゼルスで成功し、1930年代にアメリカのオリンピック委員会への融資を請け負うなどの活躍をした。
1942年にトレドで行われたレイバー・デイの催し（聴覚障害者のソフトボール大会）で、ホイはダミー・テイラーと再会、40年ぶりにバッテリーを組んだが、この時は既に80歳になっていた。ホイが最後に観衆の前に姿を見せたのは99歳の時で、ヤンキースとレッズの間で争われた1961年のワールドシリーズ第3戦の始球式に招かれている。当時ホイはメジャーリーグ選手の中では最も長生きした人物であった。同年12月にシンシナティで死去。2003年にレッズ野球殿堂入り選手となっているが、アメリカの聴覚障害者スポーツ連盟は1991年以降、ホイのアメリカ野球殿堂入りへ向けた各方面への働きかけを続けている（リンク参照）。

## 諸説
野球史研究家の一部は、当時難聴のホイに対し審判が一定の動作でボール／ストライクなどの判定を伝えるようにしていたことが、後年ビル・クレムにより、審判員の判定動作が体系化されるに至るきっかけになっていると主張している。

## 詳細情報

### 打撃成績
※Baseball-Referenceの記載に基づく。数字の後の"*"は、記録不明箇所があることを示す。
| 試合 | 打数 | 安打 | 二塁打 | 三塁打 | 本塁打 | 得点 | 打点 | 盗塁 | 三振 | 四球 | 死球 | 犠打 | 打率 | 出塁率 | 長打率 |
| ---- | ---- | ---- | ------ | ------ | ------ | ---- | ---- | ---- | ---- | ---- | ---- | ---- | ---- | ------ | ------ |
| 1796 | 7112 | 2044 | 248    | 121    | 40     | 1426 | 726  | 594  | 210* | 1004 | 134  | 119* | .287 | .386   | .373   |

### タイトル
- 盗塁王：1888年